# Vicente Guerrero, Playa Vicente
Vicente Guerrero är en ort i Mexiko.   Den ligger i kommunen Playa Vicente och delstaten Veracruz, i den sydöstra delen av landet, 400 km sydost om huvudstaden Mexico City. Vicente Guerrero ligger 109 meter över havet och antalet invånare är 163.
Terrängen runt Vicente Guerrero är platt. Runt Vicente Guerrero är det ganska glesbefolkat, med 24 invånare per kvadratkilometer. Närmaste större samhälle är Abasolo del Valle, 12,8 km nordost om Vicente Guerrero. Omgivningarna runt Vicente Guerrero är en mosaik av jordbruksmark och naturlig växtlighet.